# Edgar Buchwalder
Edgar Buchwalder, född 2 augusti 1916 i Kleinlützel, död 9 april 2009 i Dornach, var en schweizisk tävlingscyklist.
Buchwalder blev olympisk silvermedaljör i laglinjeloppet vid sommarspelen 1936 i Berlin.